# ونکتشورنگر
ونکتشورنگر (به انگلیسی: Venkateshwarnagar) یک روستا در هند است که در Belgaum district واقع شده‌است.